# Cerkovna, Varna
Cerkovna (în bulgară Черковна) este un sat în comuna Provadia, regiunea Varna,  Bulgaria. 

## Demografie
Componența etnică a satului Cerkovna
     Bulgari (92,12%)
     Romi (2,77%)
     Nicio identificare (5,09%)
     Altele (0%)
La recensământul din 2011, populația satului Cerkovna era de 216 locuitori. Din punct de vedere etnic, majoritatea locuitorilor (92,12%) erau bulgari, cu o minoritate de romi (2,77%). Pentru 5,09% din locuitori nu este cunoscută apartenența etnică.